# Karlstraße 82 (Heilbronn)

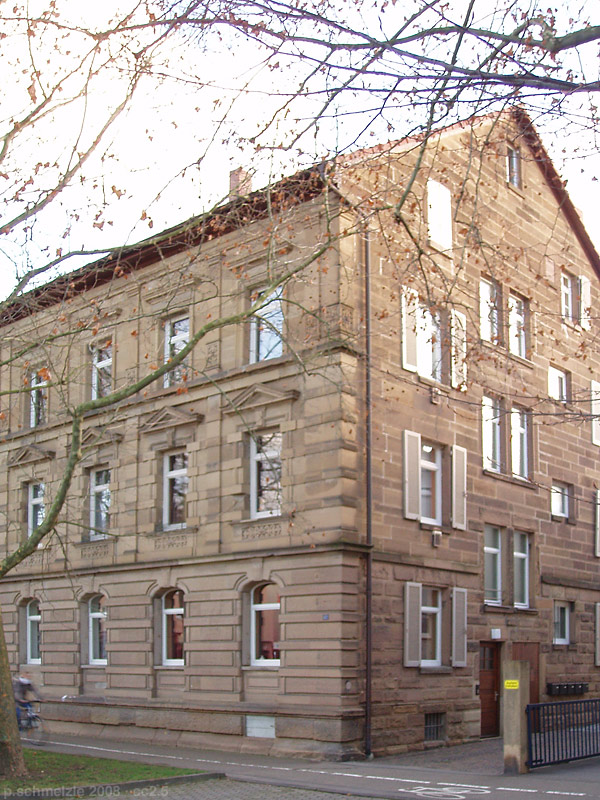
Haus Karlstraße 82

Das Haus Karlstraße 82  in Heilbronn ist als denkmalgeschütztes Gebäude ein Kulturdenkmal.

## Beschreibung
Das Wohnhaus des Weingärtners G. A. Albrecht mit einer Werkstein-Fassade im Stil der Neorenaissance wurde 1884 nach Plänen des Heilbronner Architekten Philipp Sulzberg erbaut. Im Erdgeschoss zeigen die Fenster einen Segmentbogen als Fensterabschluss. Die Fenster im ersten Obergeschoss zeigen einen Dreiecksgiebel als Fensterverdachung. Die Brüstungsfelder dieser Fenster zeigen Beschlagwerk. Die Fassade des zweiten Obergeschosses wird mit Pilastern gegliedert, die reich dekorierte Schäfte aufweisen.